# Sveriges fotbollslandslag i VM 1958
Sveriges fotbollslandslag i VM 1958

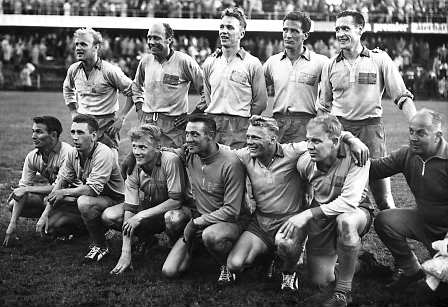
Startelvan i VM-finalen mot Brasilien.

Det lag som tog silver i den VM-turnering som spelades i Sverige.
Här följer den svenska truppen till Världsmästerskapet i fotboll 1958.

## Truppen

### Ledare
- Tränare: George Raynor
- Biträdande tränare: Torsten Lindberg
- Lagledare: Carl-Elis "Nalle" Halldén

### Spelare
| Nr | Namn                     | Position      | Klubb*                   |
| -- | ------------------------ | ------------- | ------------------------ |
| 1  | Kalle Svensson           | Målvakt       | Hälsingborgs IF          |
| 12 | Tore Svensson            | Målvakt       | Malmö FF                 |
| 16 | Ingemar Haraldsson       | Målvakt       | IF Elfsborg              |
| 2  | Orvar Bergmark           | Högerback     | Örebro SK                |
| 3  | Sven Axbom               | Vänsterback   | IFK Norrköping           |
| 13 | Prawitz Öberg            | Back          | Malmö FF                 |
| 14 | Bengt "Julle" Gustavsson | Centerhalv    | Atalanta BC              |
| 6  | Sigvard Parling          | Vänsterhalv   | Djurgårdens IF           |
| 5  | Åke "Bajdoff" Johansson  | Centerhalv    | IFK Norrköping           |
| 15 | Reino Börjesson          | Högerhalv     | Norrby IF                |
| 17 | Olle Håkansson           | Ytterhalv     | IFK Norrköping           |
| 4  | Nils Liedholm            | Inner         | AC Milan                 |
| 8  | Gunnar Gren              | Inner         | Örgryte IS               |
| 10 | Arne Selmosson           | Inner         | SS Lazio                 |
| 18 | Gösta Löfgren            | Inner         | Motala AIF               |
| 20 | Bror Mellberg            | Inner         | AIK                      |
| 7  | Kurt "Kurre" Hamrin      | Ytter         | Padova                   |
| 11 | Lennart "Nacka" Skoglund | Ytter         | FC Internazionale Milano |
| 21 | Bengt Berndtsson         | Ytter         | IFK Göteborg             |
| 22 | Owe Ohlsson              | Centerforward | IFK Göteborg             |
| 9  | Agne Simonsson           | Centerforward | Örgryte IS               |
| 19 | Henry Källgren           | Centerforward | IFK Norrköping           |

.* = alltså den klubb som de spelade för 1958.